# 2012년 한국프로야구 올스타전
2012년 한국프로야구 올스타전은 2012년 7월 21일에 대전한화생명이글스파크에서 열린 한국 프로야구의 올스타전 시합이다. 대전한화생명이글스파크에서는 2003년 이래 9년만에 올스타전이 열리게 되었다. 결과는 이스턴리그가 5-2로 승리를 거두었다.

## 출장 선수
올스타전에 출전하는 선수는 다음과 같으며, 이 가운데 굵은 글씨로 표시된 선수는 팬 투표에 의해 선정된 선수이며, 나머지 선수는 모두 감독 추천에 의해 선발된 선수들이다.
- 올해 올스타전 이스턴리그 BEST10은 모두 롯데 자이언츠의 선수이며 이는 1982년 올스타전이 실시된 이래로 최초이다. 투수 송승준은 부상으로 인해 외국인 투수 쉐인 유먼으로 교체된다.[2]
- 웨스턴 감독 추천선수로 출전 예정이였던 KIA의 김선빈도 부상으로 인해 불참하면서 한화의 한상훈 선수가 추가 선발되었다.
- 웨스턴 감독 추천선수로 출전 예정이였던 한화의 박찬호도 허리통증으로 불참하며 김혁민이 추가 선발되었다.

| 이스턴 리그 | 이스턴 리그   | 이스턴 리그   | 이스턴 리그           | 웨스턴 리그 | 웨스턴 리그  | 웨스턴 리그  | 웨스턴 리그               |
| ----------- | ------------- | ------------- | --------------------- | ----------- | ------------ | ------------ | ------------------------- |
| 감독        | 류중일 (삼성) | 류중일 (삼성) | 류중일 (삼성)         | 감독        | 선동열 (KIA) | 선동열 (KIA) | 선동열 (KIA)              |
| 코치        | 이만수(SK)    | 김진욱(두산)  | 양승호(롯데)          | 코치        | 김기태(LG)   | 한대화(한화) | 김시진(넥센)              |
| 투수        | 유먼(롯데)    | 윤희상(SK)    | 이용찬(두산)          | 투수        | 류현진(한화) | 앤서니(KIA)  | 손승락(넥센)              |
| 투수        | 홍상삼(두산)  | 프록터(두산)  | 장원삼(삼성)          | 투수        | 나이트(넥센) | 주키치(LG)   | 유원상(LG)                |
| 투수        | 오승환(삼성)  |               |                       | 투수        | 김혁민(한화) |              |                           |
| 포수        | 강민호(롯데)  | 진갑용(삼성)  | 양의지(두산)          | 포수        | 허도환(넥센) | 김상훈(KIA)  | 김태군(LG)                |
| 1루수       | 박종윤(롯데)  | 박종윤(롯데)  | 김상수(삼성) 최정(SK) | 1루수       | 김태균(한화) | 김태균(한화) | 서건창(넥센) 한상훈(한화) |
| 2루수       | 조성환(롯데)  | 조성환(롯데)  | 김상수(삼성) 최정(SK) | 2루수       | 안치홍(KIA)  | 안치홍(KIA)  | 서건창(넥센) 한상훈(한화) |
| 3루수       | 황재균(롯데)  | 황재균(롯데)  | 김상수(삼성) 최정(SK) | 3루수       | 이범호(KIA)  | 이범호(KIA)  | 서건창(넥센) 한상훈(한화) |
| 유격수      | 문규현(롯데)  | 문규현(롯데)  | 김상수(삼성) 최정(SK) | 유격수      | 강정호(넥센) | 강정호(넥센) | 서건창(넥센) 한상훈(한화) |
| 외야수      | 손아섭(롯데)  | 전준우(롯데)  | 김주찬(롯데)          | 외야수      | 이병규(LG)   | 이용규(KIA)  | 이진영(LG)                |
| 외야수      | 김강민(SK)    | 김현수(두산)  |                       | 외야수      | 김원섭(KIA)  | 최진행(한화) |                           |
| 지명        | 홍성흔(롯데)  | 홍성흔(롯데)  | 홍성흔(롯데)          | 지명        | 박용택(LG)   | 박용택(LG)   | 박용택(LG)                |

## 올스타전 유니폼
올해 올스타전 유니폼은 윌슨에서 제작했으며 주황색과 흰색을 사용하였다. 이스턴리그는 흰색이며 웨스턴리그는 주황색의 유니폼을 착용했다.

## 홈런 레이스
올해 홈런레이스는 7아웃제로 예선전을 치른 후에 상위 1,2위 선수가 5회 말 종료후 10아웃제로 결승을 치르게 되며 홈런 개수가 동일한 선수가 나올 경우 연장은 서든데스로 치러지게 된다. 당초 홍성흔선수가 출전 예정이였지만 늑골 통증이 남아있어 출전을 포기하면서 대신 진갑용 선수가 출전하게 되었다.

### 예선전
| 선수 | 강민호 (롯데) | 최정 (SK) | 진갑용 (삼성) | 김현수 (두산) | 박용택 (LG) | 김태균 (한화) | 강정호 (넥센) | 최진행 (한화) |
| ---- | ------------- | --------- | ------------- | ------------- | ----------- | ------------- | ------------- | ------------- |
| 개수 | 2             | 3         | 2             | 1             | 3           | 14            | 2             | 2             |

#### 연장 서든데스
| 선수 | 최정 (SK) | 박용택 (LG) |
| ---- | --------- | ----------- |
| 1    | X         | X           |
| 2    | X         | O           |

### 결승전
| 선수 | 김태균 (한화) | 박용택 (LG) |
| ---- | ------------- | ----------- |
| 개수 | 6             | 3           |

## 남자라면 번트왕
이번 올스타전을 통해 선보이는 번트왕 선발대회는 1인당 4번 번트 기회를 부여하며 1루측에 2번 3루측에 2번 번트를 대서 타구가 굴러갈때 표적(1,2,3,4,5점)에 타구가 멈출때 타구가 멈춘 곳에 점수를 인정되며 파울이 되거나 표적을 벗어난경우 0점처리를 하게 된다 합산점수가 가장 높은 선수가 우승을 차지한다
| 선수 | 김상수 (삼성) | 김강민 (SK) | 유먼 (롯데) | 양의지 (두산) | 이진영 (LG) | 류현진 (한화) | 이용규 (KIA) | 서건창 (넥센) |
| ---- | ------------- | ----------- | ----------- | ------------- | ----------- | ------------- | ------------ | ------------- |
| 1차  | 2             | 3           | 0           | 3             | 1           | 1             | 4            | 0             |
| 2차  | 2             | 2           | 0           | 0             | 2           | 0             | 1            | 5             |
| 3차  | 0             | 0           | 0           | 2             | 0           | 0             | 0            | 0             |
| 4차  | 3             | 2           | 0           | 2             | 3           | 0             | 5            | 4             |
| 총점 | 7             | 7           | 0           | 7             | 6           | 1             | 10           | 9             |

## 이글스 레전드 올스타
올스타전이 9년 만에 대전에서 열린 기념으로 이글스 레전드 올스타를 발표하였다.
- 송진우(현 한화 이글스 투수코치)
- 구대성(현 윈터볼 코리아 감독)
- 정민철(현 대한민국 야구 국가대표팀 투수코치)
- 장종훈(현 한화 아글스 수석코치 겸 타격코치)
- 이정훈(현 두산베어스 2군 타격코치)
- 이강돈(전 북일고등학교 야구부 감독)

## 시합 결과
| 팀 | 1 | 2 | 3 | 4 | 5 | 6 | 7 | 8 | 9 | R | H  | E |
| 웨스턴 리그 | 0 | 0 | 0 | 2 | 0 | 0 | 0 | 0 | 0 | 2 | 9  | 1 |
| 이스턴 리그 | 0 | 0 | 0 | 4 | 0 | 1 | 0 | 0 | X | 5 | 10 | 0 |
| 승리 투수: 홍상삼 패전 투수: 주키치 세이브: 오승환 홀드: 프록터, 이용찬 홈런: 웨스턴 – 강정호(장원삼을 상대로 4회 1점) 이스턴 – 전준우(유원상을 상대로 6회 1점) |   |   |   |   |   |   |   |   |   |   |    |   |

- 시구자 : 가수 소향
- 시구자 : 김영덕 (前 빙그레 이글스 감독)

이스턴리그에서는 투수부분 팬투표 1위 송승준을 대신하여 올스타전에 출전한 셰인 유먼이 웨스턴리그에서는 투수부분 팬투표 1위로 뽑힌 류현진이 선발등판하였다.
이스턴리그의 유먼은 2이닝동안 탈삼진 2개를 잡아냈고 이후 나온 윤희상이 1이닝 무실점으로 틀어막았다 웨스턴리그에서는 류현진은 2이닝을 퍼펙트로 틀어막았고 이어 나온 나이트가 호투하면서 이후 양팀은 3회까지 무실점 경기를 이어가며 팽팽한 접전을 벌였다.
그러나 0의 균형은 4회초에 깨졌다 웨스턴리그의 강정호가 이스턴리그의 세 번째 투수 장원삼으로부터 솔로 홈런을 터트리며 웨스턴이 앞서가기 시작했다. 이어 김태균의 2루타와 이병규의 중전안타, 이진영의 희생플라이가 이어지면서 점수를 2-0까지 벌렸다.
이스턴도 곧바로 반격에 나섰다. 웨스턴리그의 세 번째 투수 주키치를 상대로 김주찬, 손아섭, 강민호의 연속3안타로 한점을 따라붙고 2사에 박종윤의 2루타로 동점, 황재균의 2타점 적시타로 경기를 뒤집었다.
이후 이스턴리그의 전준우가 6회 웨스턴리그의 유원상을 상대로 좌중간을 넘기는 솔로홈런을 때려 승부의 쐐기를 박았다.
이스턴은 홍상삼과 프록터, 이용찬이 계투로 나와 무실점을 기록했고 9회에는 오승환이 나와 경기를 매조지했다.

### 시상
- 올스타 인기상(올스타 투표 최다 득표자에게 수상): 강민호
- 홈런레이스: 우승 - 김태균, 준우승 - 박용택, 최대 비거리상 - 김태균 (140m)
- 남자라면 번트왕: 우승 - 이용규 (10점), 준우승 - 서건창 (9점)
- 선구회상: 강정호
- 탈삼진상: 유먼(2이닝 탈삼진 2개)
- 우수타자상: 김상수
- 우수투수상: 류현진(2이닝 퍼펙트)
- 승리팀상: 이스턴 리그 (홍성흔 대표 수상)
- 승리감독상: 류중일 감독
- 미스터올스타상(MVP): 황재균 (3타수 2안타 2타점 1도루) - 부상: 기아자동차 뉴 쏘렌토 R

## TV 중계
| 일정     | 방송사                   | 캐스터 | 해설위원 | 시청률 | 시청률 |
| 일정     | 방송사                   | 캐스터 | 해설위원 | TNmS   | AGB    |
| -------- | ------------------------ | ------ | -------- | ------ | ------ |
| 7월 21일 | OBS 경인TV               | 홍원기 | 구경백   |        |        |
| 7월 21일 | KBS N 스포츠(주관방송사) | 권성욱 | 하일성   |        |        |
| 7월 21일 | MBC SPORTS+              | 정우영 | 허구연   |        |        |
| 7월 21일 | SBS ESPN                 | 이동근 | 양준혁   |        |        |
| 7월 21일 | XTM                      | 임용수 | 이숭용   |        |        |